# 32bit Web Browser
32bit Web Browser es un shell de Internet Explorer para el sistema operativo Microsoft Windows.

## Características
- Incluye un bloqueador de ventanas emergentes.
- No posee su propio motor de renderizado sino que utiliza Trident, parte de Internet Explorer. Por esta razón, requiere Windows 95 o una versión posterior.
- Permite utilizar la lista de marcadores de Internet Explorer y agregarle otros. También permite importar los marcadores de otros navegadores web.
- A pesar de lo anterior, también permite crear una lista de marcadores exclusiva para esta aplicación. Es posible realizar búsquedas por título dentro de esta lista.
- No incluye motores de búsqueda integrados, aunque sí incluye una lista de buscadores recomendados; el funcionamiento de esta característica es igual al manejo de marcadores.